# José Rico Pavés

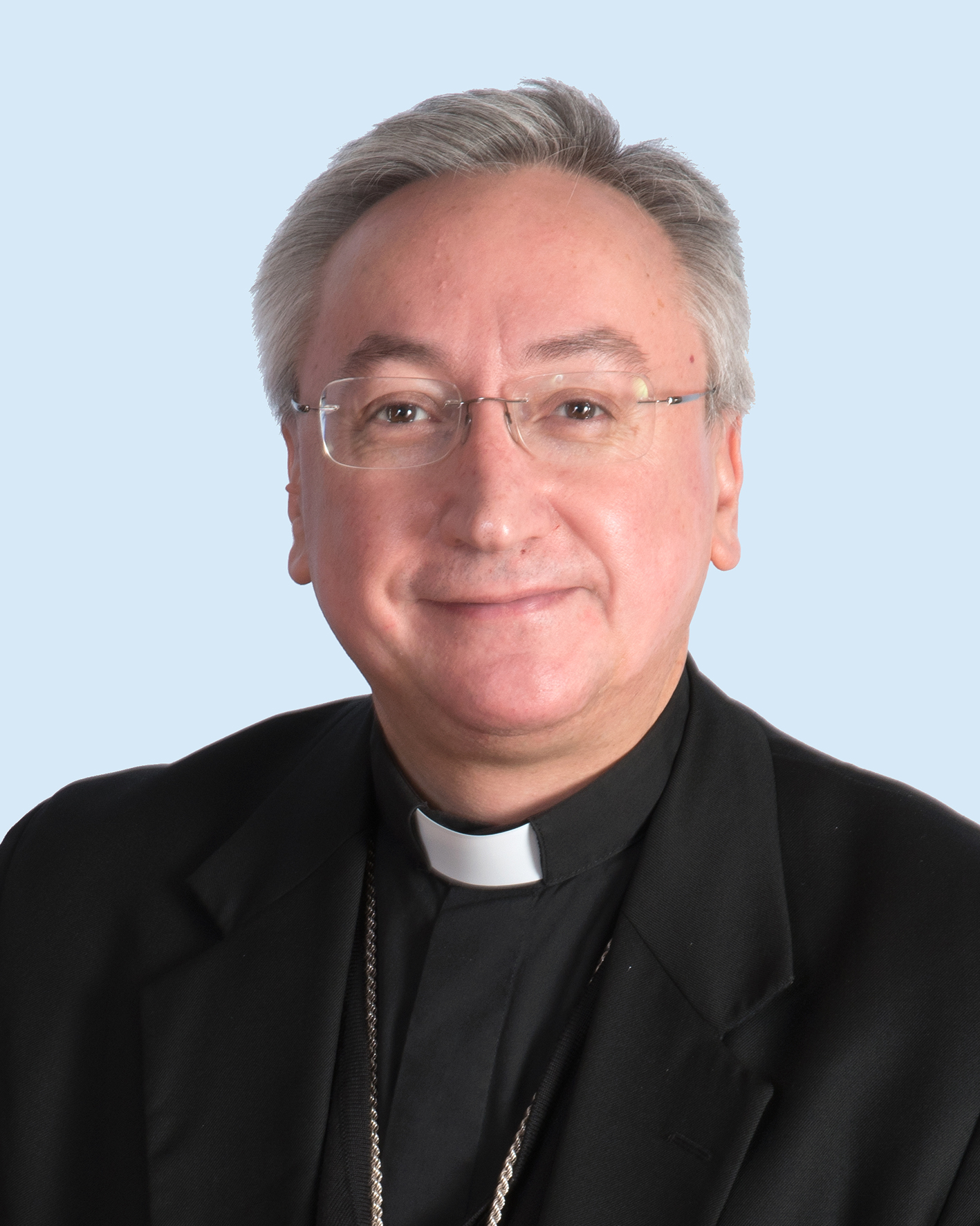
José Rico Pavés

Wappen von José Rico Pavés als Weihbischof in Getafe

Unterschrift von José Rico Pavés

José Rico Pavés (* 9. Oktober 1966 in Granada) ist ein spanischer Geistlicher und römisch-katholischer Bischof von Jerez de la Frontera.

## Leben
José Rico Pavés studierte von 1985 bis 1987 und von 1989 bis 1992 Philosophie und Katholische Theologie am Priesterseminar San Ildefonso in Toledo. Daneben absolvierte Pavés von 1987 bis 1989 am Spätberufenenseminar Santa Leocadia in Toledo einen Kurs in Spiritualität. Er empfing am 11. Oktober 1992 durch den Erzbischof von Toledo, Marcelo Kardinal González Martín, das Sakrament der Priesterweihe. Nach weiterführenden Studien erwarb Pavés 1994 an der Päpstlichen Universität Gregoriana in Rom ein Lizenziat im Fach Dogmatik.
Pavés war von 1994 bis 1995 als Pfarrvikar der Pfarrei Corpus Christi in Granada und als Geistlicher Beirat der Acción Cultural y Social (ACYS) tätig. Anschließend lehrte er an der Päpstlichen Universität Gregoriana. 1998 wurde José Rico Pavés dort bei Gilles Pelland SJ mit der Arbeit Semejanza a Dios y divinización en el Corpus Dionysiacum („Gottesähnlichkeit und Vergöttlichung im Corpus Dionysiacum“) im Fach Patrologie promoviert. Für seine Dissertation erhielt er den Premio Bellarmino. Nach der Rückkehr in seine Heimat wurde José Rico Pavés Pfarrer der Pfarrei Nuestra Señora de la Purificación in Toledo. Von 2001 bis 2012 wirkte er als Direktor des Sekretariats der Kommission für die Glaubenslehre der Spanischen Bischofskonferenz. Daneben lehrte Pavés von 1998 bis 2012 am Theologischen Institut San Ildefonso, dessen Direktor er zudem von 2008 bis 2012 war. Zudem war er ab 1996 Professor am Institut für Spirituelle Theologie in Barcelona und ab 1999 an der Universidad Eclesiástica San Dámaso in Madrid. Ferner war er Gastprofessor am Instituto León XIII de Doctrina Social de la Iglesia in Madrid und an der Theologischen Fakultät der Universität Navarra. Neben seiner akademischen Tätigkeit war José Rico Pavés ab 2001 als Seelsorger in der Pfarrei Santo Tomé in Toledo tätig. 2005 wurde Pavés zusätzlich Direktor des Sekretariats für die Glaubenslehre und die Ökumene des Erzbistums Toledo.
Papst Benedikt XVI. ernannte ihn am 6. Juli 2012 zum Weihbischof in Getafe und zum Titularbischof von Mentesa. Der Bischof von Getafe, Joaquín María López de Andújar, spendete ihm am 21. September desselben Jahres in der Basilika Sagrado Corazón de Jesús auf dem Cerro de los Ángeles in Getafe die Bischofsweihe. Mitkonsekratoren waren der Erzbischof von Madrid, Antonio María Kardinal Rouco Varela, und der Erzbischof von Toledo, Braulio Rodríguez Plaza. Sein Wahlspruch Ut gaudium meum in vobis („Damit meine Freude in euch ist“) stammt aus Joh 15,11 . In der Spanischen Bischofskonferenz war José Rico Pavés von 2012 bis 2014 Mitglied der Kommission für die Glaubenslehre sowie von 2014 bis 2017 Mitglied der Unterkommission für die Katechese und von 2014 bis 2020 Mitglied der Kommission für den Unterricht und die Katechese. Seit März 2020 gehört er der Kommission für die Evangelisation, die Katechese und den Unterricht an.
Am 9. Juni 2021 ernannte ihn Papst Franziskus zum Bischof von Jerez de la Frontera. Die Amtseinführung erfolgte am 31. Juli desselben Jahres.
José Rico Pavés gehört dem wissenschaftlichen Beirat der Buchreihe Fuentes patrísticas an.

## Schriften (Auswahl)
- Semejanza a Dios y divinización en el «Corpus Dionysiacum»: platonismo y cristianismo en Dionisio el Areopagita. Estudio Teológico San Ildefonso, Toledo 2001, ISBN 84-920769-4-1.
- Escatologia Cristiana: Para comprender que hay tras la muerte. Introducción teológica. UCAM-AEDOS, Madrid 2002, ISBN 978-84-95383-18-1.
- Terrorismo y nacionalismo: comentario a la instrucción pastoral de la Conferencia Episcopal Española „Valoración moral del terrorismo en España, de sus causas y de sus consecuencias“. Biblioteca de Autores Cristianos, Madrid 2005, ISBN 978-84-7914-768-6.
- Los sacramentos de la iniciación cristiana: introducción teológica a los sacramentos del Bautismo, Confirmación y Eucaristía. Estudio Teológico San Ildefonso, Madrid 2006, ISBN 978-84-934253-9-5.
- Cristología y soteriología. Introducción teológica al misterio de Jesucristo. Biblioteca de Autores Cristianos, Madrid 2016, ISBN 978-84-220-1827-8.